# Élection présidentielle israélienne de 1963
L'élection présidentielle israélienne de 1963 se déroule le 21 mai 1963 afin que les membres de la Knesset désignent le président de l'État d'Israël. Kadish Luz assure l'intérim depuis la mort de Yitzhak Ben-Zvi le 23 avril 1963. Zalman Shazar devient le 3e président israélien.

## Résultats
| Candidat     | Candidat         | Parti         | Voix |
| ------------ | ---------------- | ------------- | ---- |
|              | Zalman Shazar    | Mapaï         | 67   |
|              | Peretz Bernstein | Parti libéral | 33   |
| Votes blancs | Votes blancs     | Votes blancs  | 7    |
| Total        | Total            | Total         | 107  |